# Vermipardus univittatus
Vermipardus univittatus är en tvåvingeart som först beskrevs av Elisabeth K. Stuckenberg 1960.  Vermipardus univittatus ingår i släktet Vermipardus och familjen Vermileonidae. Inga underarter finns listade i Catalogue of Life.